# 坎帕尼亚诺-迪罗马

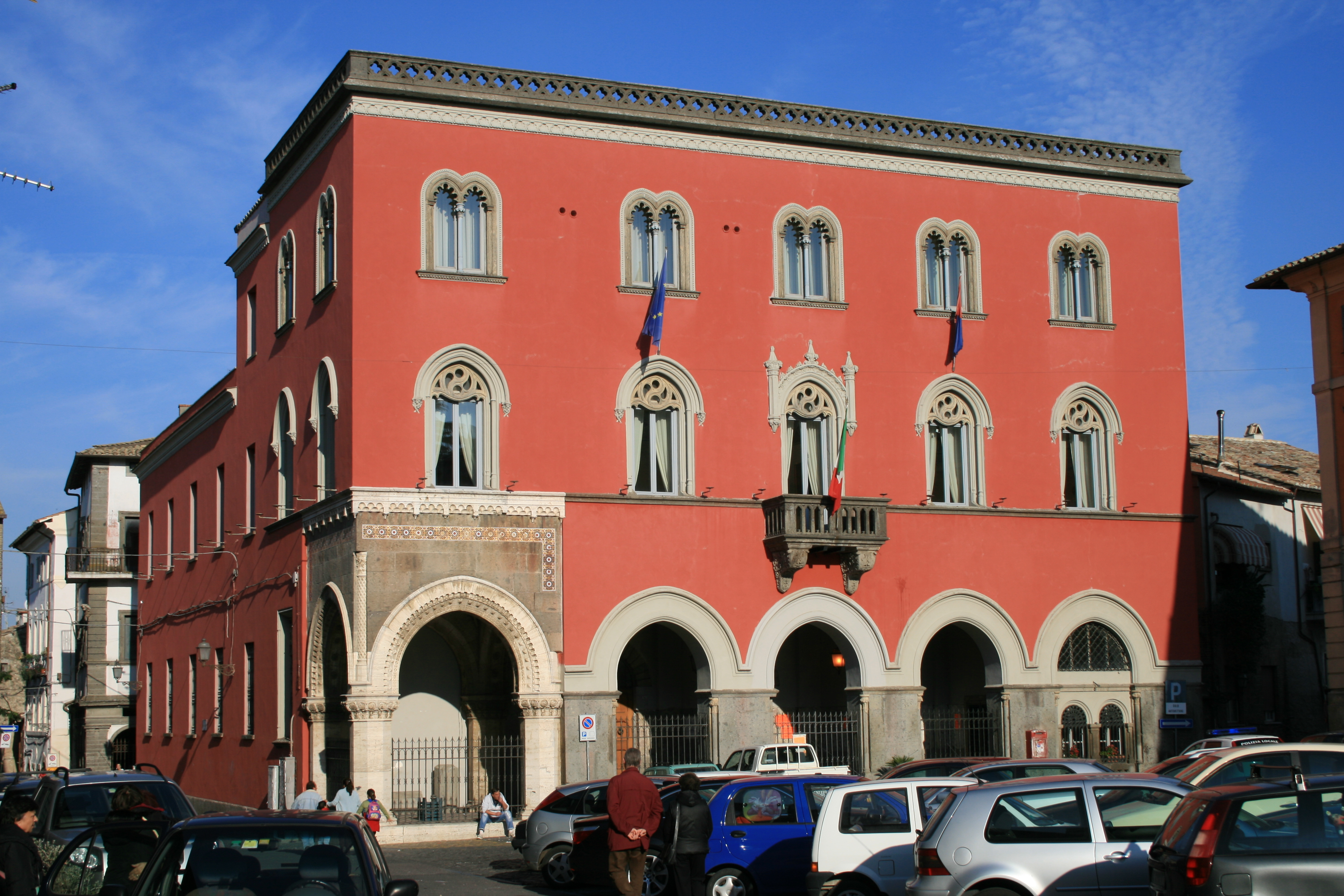
市政厅

坎帕尼亚诺-迪罗马（義大利語：Campagnano di Roma）是意大利拉齐奥大区罗马首都广域市的一个市镇，面积46.1平方公里，人口9,639人（2004年）。